# Piper ornatum
Piper ornatum är en pepparväxtart som beskrevs av Nicholas Edward Brown. Piper ornatum ingår i släktet Piper och familjen pepparväxter. Inga underarter finns listade i Catalogue of Life.